# Alto Horizonte
Alto Horizonte is een gemeente in de Braziliaanse deelstaat Goiás. De gemeente telt 3.392 inwoners (schatting 2009).